# Nadežda Viktorovna Trojan
Nadežda Viktorovna Trojan (in bielorusso Надзея Віктараўна Траян?, in russo Надежда Викторовна Троян?; Verchnjadzvinsk, 24 ottobre 1921 – Mosca, 7 settembre 2011) è stata una militare sovietica, ufficiale dei servizi segreti che prestò anche servizio come infermiera in un'unità partigiana. È nota soprattutto per il ruolo avuto nell'assassinio di Wilhelm Kube, motivo per cui fu insignita del titolo di Eroe dell'Unione Sovietica il 29 ottobre 1943.

## Biografia
Nacque il 24 ottobre 1921 in una famiglia bielorussa nel villaggio di Drissa, nella provincia di Vitebsk. Dopo aver completato gli studi entrò nell'Istituto di medicina di Mosca, quando la sua famiglia si trasferì a Minsk trasferì gli studi all'Istituto di medicina di Minsk.

## Seconda guerra mondiale
Dopo l'invasione tedesca dell'Unione Sovietica del 1941, l'esercito tedesco occupò la città natale di Trojan. Ella fu prima costretta a pulire le caserme della Wehrmacht e poi fu assegnata al servizio in cucina, lavorando a contatto con diversi prigionieri di guerra. Dopo che la famiglia si trasferì in Ucraina seppe che una collega infermiera dell'ospedale in cui lavorava, Nyura Kosarevskaya, stava aiutando un gruppo di partigiani e decise di impegnarsi attivamente nel movimento di Resistenza. Dopo che riuscì a guadagnarsi la fiducia di Kosarevskaya, collaborò con i partigiani come traduttrice grazie alla sua padronanza del tedesco: iniziò così a produrre dei volantini scritti in tedesco e diretti ai soldati della Wehrmacht, nascondendoli anche nel fondo dei contenitori di cibo venduti alle truppe tedesche, oltre a contrabbandare armi e rifornimenti per la resistenza di Minsk.
Nell'estate del 1942, i tedeschi divennero più sospettosi nei suoi confronti e la costrinsero ad assistere a un'esecuzione di massa di alcuni presunti partigiani. Riuscì a lasciare Smaljavičy e iniziò a operare come infermiera nell'unità partigiana "Dyadi Koli", fu poi assegnata al 5º distaccamento con lo scopo di sabotare le infrastrutture, di far deragliare i treni, distruggere le attrezzature tedesche e aiutare i prigionieri sovietici a fuggire.
Nella primavera del 1943 le fu assegnato il pericoloso compito di trovare qualcuno che assassinasse Wilhelm Kube, il Generalkommissar della Rutenia Bianca. Trojan scelse Yelena Mazanik, una giovane donna che lavorava come cameriera nella villa di Kube, sorella di un'altra partigiana, Valentina Shchutskoi. All'inizio Mazanik aveva molta paura a fidarsi di Trojan, ma dopo che la sorella verificò l'identità della cospiratrice che avrebbe fornito la bomba, Mariya Osipova, Mazanik si sentì più tranquilla e accettò il piano. Mazanik piazzò la bomba e tutto andò come previsto; il 29 ottobre 1943 tutti e tre i membri del complotto, compresa Trojan, furono insigniti del titolo di Eroe dell'Unione Sovietica. Ella continuò a partecipare alle attività della resistenza fino alla fine della guerra.

## Nel dopoguerra
Finita la guerra, Troyan si laureò nel 1947 in medicina a Mosca e diventò chirurgo. In seguito lavorò per il Ministero della Salute presso l'Istituto Centrale di Ricerca Scientifica per l'Educazione alla Salute dell'URSS, diventando direttrice del programma. Suo figlio Aleksei è diventato chirurgo cardiovascolare. 
Morì a Mosca il 7 settembre 2011 all'età di 89 anni.